# Ge Manqi
Ge Manqi (chinesisch 葛曼棋, Pinyin Gě Mànqí; * 13. Oktober 1997 in Qingliu) ist eine chinesische Leichtathletin, die sich auf den Sprint spezialisiert hat. 2019 und 2023 wurde sie mit der 4-mal-100-Meter-Staffel Asienmeisterin und 2023 siegte sie über 100 Meter bei den Asienspielen.

## Sportliche Laufbahn
Erste internationale Erfahrungen sammelte Ge Manqi 2013 bei den Jugendweltmeisterschaften in Donezk, bei denen sie über 100 Meter in das Halbfinale gelangte und über 200 Meter in der ersten Runde ausschied. Zudem wurde sie mit der chinesischen Sprintstaffel (1000 Meter) im Finale disqualifiziert. 2016 qualifizierte sie sich mit der chinesischen 4-mal-100-Meter-Staffel für die Olympischen Spiele in Rio de Janeiro, bei denen sie aber mit 42,70 s als Neunte der Qualifikation ausschied. Bei den IAAF World Relays 2017 auf den Bahamas gewann sie mit der 4-mal-100-Meter-Staffel die Bronzemedaille hinter Deutschland und Jamaika. Sie sicherten sich damit einen Startplatz für die Weltmeisterschaften in London, bei denen sie in der Vorrunde disqualifiziert wurde. 2018 gewann sie bei den Asienspielen in Jakarta mit der Staffel in 42,84 s die Silbermedaille hinter der Mannschaft aus Bahrain. Anschließend wurde sie mit der Staffel beim Continentalcup in Ostrava Dritte.
2019 siegte sie bei den Asienmeisterschaften in Doha mit neuem Meisterschaftsrekord von 42,87 s mit der Staffel und belegte im 200-Meter-Lauf in 23,34 s den sechsten Platz. Kurz darauf erreichte sie bei den World Relays in Yokohama mit der 4-mal-200-Meter-Staffel in 1:32,76 min Rang zwei hinter Frankreich und wurde mit der 4-mal-100-Meter-Staffel im Vorlauf disqualifiziert. Über 100 Meter qualifizierte sie sich zudem für die Weltmeisterschaften in Doha, bei denen sie mit 11,31 s im Halbfinale ausschied. Mit der Staffel gelangte sie bis in das Finale, in dem sie aber erneut wegen eines Wechselfehlers disqualifiziert wurde. Anschließend gewann sie bei den Militärweltspielen in Wuhan mit der Staffel in 43,45 s die Silbermedaille hinter Brasilien. Über 100 Meter belegte sie in 11,42 s den vierten Platz und im 200-Meter-Lauf schied sie im Vorlauf aus. 2021 startete sie über 100 Meter bei den Olympischen Spielen in Tokio und erreichte dort das Semifinale, in dem sie mit 11,22 s ausschied. Zudem belegte sie mit der Staffel in 42,71 s im Finale den sechsten Platz. 2022 schied sie bei den Weltmeisterschaften in Eugene mit 11,13 s im Halbfinale über 100 Meter aus und verpasste im Staffelbewerb mit 42,93 s den Finaleinzug. Im Jahr darauf gewann sie bei den Asienmeisterschaften in Bangkok in 11,40 s die Bronzemedaille hinter der Singapurerin Shanti Pereira und Farzaneh Fasihi aus Iran und mit der Staffel siegte sie in 43,35 s gemeinsam mit Liang Xiaojing, Wei Yongli und Yuan Qiqi. Anschließend siegte sie mit der Staffel in 43,70 s bei den World University Games in Chengdu und siegte dann im September in 11,23 s über 100 Meter bei den Asienspielen in Hangzhou. Zudem siegte sie auch mit der Staffel in 43,39 s. Bei den World Athletics Relays 2024 auf den Bahamas verpasste sie mit der 4-mal-100-Meter-Staffel einen Startplatz bei den Olympischen Sommerspielen in Paris. Dort startete sie aber über 100 Meter und schied dort mit 11,45 s im Vorlauf aus.
2019 wurde Ge chinesische Hallenmeisterin im 60-Meter-Lauf und in den Jahren 2020 und 2021 siegte sie über 100 Meter. Sie ist Studentin an der Pädagogischen Universität Ostchina in Shanghai.

## Persönliche Bestzeiten
- 100 Meter: 11,04 s (+0,4 m/s), 5. Juli 2019 in Lausanne
  - 60 Meter (Halle): 7,10 s, 19. März 2019 in Hangzhou (chinesischer Rekord)
- 200 Meter: 22,69 s (+1,8 m/s), 24. Mai 2020 in Fuzhou
  - 200 Meter (Halle): 23,73 s, 20. Februar 2019 in Nanjing